# ARL11
ARL11‏ (ADP ribosylation factor like GTPase 11) هوَ بروتين يُشَفر بواسطة جين ARL11 في الإنسان.